# Zespół nieszczelnego jelita
Ten artykuł opisuje teorie, metody lub czynności niezgodne ze współczesną wiedzą medyczną.
Zespół nieszczelnego jelita, zespół cieknącego jelita, zespół przesiąkliwego jelita (ang. leaky gut syndrome) – rzekomy zespół objawów ogólnoustrojowych, wywołany przez m.in., krążące w krwiobiegu produkty przemiany materii oraz toksyny dostające się do krwiobiegu w nienaturalny sposób poprzez nieszczelne jelita. Zespół ma być spowodowany zwiększeniem przepuszczalności jelit dla toksyn oraz niestrawionnych lub strawionych w mniejszym stopniu składników pożywienia.

## Skutki dla organizmu
Zgodnie z hipotezą przez uszkodzoną błonę śluzową jelit do krwiobiegu przedostają się glikoproteidy (połączenie białka z cukrami) oraz antygeny. W odpowiedzi organizm uruchamia, skierowaną przeciwko nim reakcję alergiczną. Niekompletnie strawione cząsteczki białek (peptydy) przedostają się do krwiobiegu. Peptydy te mając strukturę opiatów, wywołują podobne reakcje organizmu jak przy zatruciu morfiną. W 2008 przeprowadzono badanie, w którym stwierdzono, że dzieci z autyzmem nie mają więcej peptydów w moczu niż zdrowe dzieci, co podaje w wątpliwość proponowany mechanizm teorii nieszczelnego jelita i autyzmu. W ten sposób organizm pozbawiony zostaje pierwszej istotnej bariery immunologicznej – jelito/krew. Następna ulega uszkodzeniu ze względu na zbyt dużą ilość patogenów we krwi. Jest to bariera krew-mózg. W ten sposób toksyny przedostają się do układu nerwowego.

## Przyczyny zaburzeń składu mikrobiomu jelitowego
- Zaburzony rytm fizjologiczny, w tym niezgodny z rytmem dobowym[5][6].
- Zaburzenia mikrobiomu jelitowego wywołane przez antybiotyki[7], niesteroidowe leki przeciwzapalne, inhibitory pompy protonowej[8], cytostatyki[9]